# Michael K. Williams
Michael Kenneth Williams (født 22. november 1966 i Brooklyn i New York, død 6. september 2021 i Brooklyn i New York) var en amerikansk skuespiller. Han er blandt andet kendt for sine roller som Omar Little i tv-serierne The Wire og Chalky White i Boardwalk Empire.
Som teenager havnede han ofte i problemer men begyndte siden på National Black Theatre i New York. Han forlod skolen og arbejde på en karriere som danser. Efter en tid med hjemløshed og jobsøgning blev han baggrundsdanser i en musikvideo af Kym Sims. Han arbejdede senere som danser for blandt andet George Michael og Madonna. Han fik rollen som Omar Little i tv-serien The Wire efter kun en audition. Han opdagede Felicia Pearson, som medvirker i The Wire, på en bar i Baltimore. Han har medvirket i flere film og tv-serier.  

## Filmografi (udvalg)
- Boardwalk Empire (2010-2013) (tv-serie)
- 12 Years a Slave (2013)
- RoboCop (2014)
- Inherent Vice (2014)
- Ghostbusters (2016)